# Аксуек
Аксуек (каз. Ақсүйек) — село (ранее посёлок) в Мойынкумском районе Жамбылской области Казахстана (на картах Google село расположено на территории Алматинской области), на равнине Жусандала. Административный центр и единственный населённый пункт Аксуекской поселковой администрации. Код КАТО — 315633100. В 30 км северо-западнее села находится крупное озеро Итишпес.

## Население
В 1999 году население посёлка составляло 1564 человека (780 мужчин и 784 женщины). По данным переписи 2009 года, в посёлке проживал 1231 человек (602 мужчины и 629 женщин).

## История
Был основан 1956 году на месте уранового месторождения, найденного в 1951 году. Посёлок был образцовым примером оазиса советского типа в безлюдной пустыне. За несколько лет были построены жилые дома, магазины, школы, больницы, различные предприятия. Градообразующим предприятием был урановый рудник, в котором добывали урановую руду с дальнейшим обогащением. С распадом СССР в 1991 году было принято решение о закрытии рудника, вследствие чего в течение нескольких лет посёлок полностью пришёл в упадок. В связи с отсутствием водных ресурсов строительство новых предприятий было нерентабельно. В настоящее время из 11 тысяч населения в поселке осталось 1,5 тысячи, в основном пенсионеры с малым уровнем достатка, которым некуда и не на что оттуда уехать.